# Зеленьків
Зеле́ньків — село в Україні, у Тальнівській міській громаді, Звенигородського району Черкаської області. Розташоване за 15 км на південний захід від адміністративного центру громади — міста Тального та за 19 км від залізничної станції Тальне. Загальна полоща земель, які входять до адміністративних меж села — 3 284,6 га. На 1 липня 2007 року в селі налічувалось 616 дворів в яких проживало 1 069 осіб.
Село постраждало внаслідок геноциду українського народу, проведеного окупаційним урядом СРСР 1923—1933 та 1946–1947 роках.

## Історія
Виникло село наприкінці XVII століття. У часи Речі Посполитої належала шляхетському роду Журавських, а з 1795 року село увійшло до складу Російської імперії. Було 1950 десятин землі одноосібного володіння, 20 десятин церковної і 1,1 десятин кріпацької. Врожаї отримували порівняно високі — 150—180 пудів із десятини. Зеленківці охоче вдавалися до трудової міграції, зокрема вербувалися для різноманітних робіт у Майданецькій цукроварні та в Херсонські степи, що давало змогу отримувати достатні прибутки для власного аграрного бізнесу. 
1910 у селі відкрито бібліотеку, також активно працювало земство. 
З 1917 село увійшло до складу УНР, а з березня 1918 - до Української Держави Гетьмана Павла Скоропадського. Із села Зеленьків вийшли славетні офіцери Армії УНР, а двоє із них - Олександр Загродський та Сергій Єфремов - стали генералами Українського Війська. 
1919 року, фронти часто змінювалися, але 1920 московсько-большевицька навала таки встановила свої порядки надовго. Довкола села вирували повстанські загони, які не давали змоги комуністами розгорнути повноцінну експлуатацію селян та їх земель. 1928 комуністи вдалися до примусової колективізації, яка реально перетворилася у терор проти всього населення Зеленкьова. 1930 так званий ТСОЗ оголосили сільськогосподарською артіллю. Артілям було дано назви: «Сівач», «Зірка», «Воля». Вони об'єднались у артіль ім. Будьонного, яку очолив Іван Дерев'янко, та артіль ім. Петровського, головою якої був Ілля Васильченко. Тоді ж комуністи вдалися до організації терору голодом, від якого загибли насамперед діти та старші люди. Пік смертей від голодомору — весна 1933 року.
1934 у Тальному організовується МТС. 1936 колгоспу купили першу автомашину, хоча перші автомобілі тут з'являлись ще до Першої світової війни. Свого шофера на той час не було, наймали в іншому селі.
367 жителів села брали участь у Другій світовій війні, з них 150 загинули, 88 — нагороджено комуністичними медалями. Німецькі війська вбили 242 радянських військових, яким 1956 в центрі села комуністична влада встановила пам'ятник.
1991 Україна вийшла зі складу СРСР та Зеленьків відновив статус-кво 1917 року - село Української Держави. Земля, яку займав колгосп «Росія», закріплена за ним на вічне користування. Був виданий Державний акт, як найцінніший документ про здійснення заповітної мрії громади. Тоді ж М. Дігтяренко закінчив краєзнавчу працю "Історія села Зеленьків". 
Поблизу села виявлено залишки поселення трипільської культури, доби пізньої бронзи та черняхівської культури.

## Освіта
Першою з усіх освітніх установ була школа. Про це говориться в «Історії села Зеленьків», написаній М. С. Дігтяренком 7.05.1991 року на основі архівних документів. У другій половині XVII століття в Зеленькові у дяківській хаті (через сіни) в одній із половин була школа. Називалась вона церковно-приходська однокласна школа. Там навчалося 20 дітей: 15 хлопчиків і 5 дівчаток. Навчання починалося з граматики-букваря, читали «Часослов» і «Псалтир»' слов'янською мовою. Згодом панщина значно поламала встановлений стрій кріпацької освіти на селах. У селі був один чоловік Матейчук Іван, який умів читати, писати і знав арифметику (чотири дії).
У 60 роках XIX століття в Зеленькові була заснована церковно-парафіяльна школа, яка проіснувала до 1913 року. Зеленьківська церковно-парафіяльна школа (побудована земством у 1905 році, пізніше була добудована колгоспом). Навчались у ній до 1967 року.
Церковно-парафіяльна школа в нашому селі зробила великий внесок у розвиток освіти не тільки нашого села, а й всієї країни, бо в ній навчався Андрій Олександрович Загродський — видатний мовознавець, методист, науковий співробітник Інституту педагогіки, автор підручників з української мови для семирічних та середніх шкіл.
Досить знаменною подією, стало відкриття 1 вересня 1910 року сільської бібліотеки. У 1911 році у ній нараховувалось 684 книги, із них 57 — українською мовою. У «Отчете о земских школах и земских внешкольных просветительских мероприятиях в Киевской губернии за 1911 год» (К., 1913) зазначалось: « Із 2603 мешканців села Зеленьків читачами сільської бібліотеки вважалось 108 осіб, із них 24 жінки».
У 1913 році церковно-парафіяльна школа була реорганізована в земельне чотирьохкомплектне сільське училище. Далеко не всі діти шкільного віку були охоплені навчанням. Так, з 232 дітей, віком від 8 до 11 років, навчалося лише 74. Термін навчання тут зводився до трьох років, рідко до чотирьох. Решта дітей не мали можливості навчатися. Вони нарівні з дорослими працювали в полі.
У 1914 році церковно — парафіяльну школу нашого села було реконструйовано в початкову школу. У селі був один учитель — Григорій Левкович та піп, який читав у школі Закон Божий. Із спогадів колишньої учениці цієї школи Нечитайло Ольги Григорівни, ми дізналися, що великого значення тоді надавалося релігійному навчанню та вихованню, бо, як згадувала Ольга Григорівна, навчання кожного дня починалось із того, що всі учні ставали на коліна й читали Закон Божий, а потім були вже інші уроки. «У 1915 році Уманське земство витратило на Зеленьківську чотирьохкомплектну школу, у якій працювало 4 вчителі, 3092 крб. 23 коп.», — зазначалось в «Общем балансе уездного Земского сбора и всех специальных капиталов и сумм, находящихся в распоряжении Уманского земства к началу и к концу 1915 года» (стор. 165—167).
Як свідчить Заєць Євгенія Микитівна, яка закінчила чотири класи Зеленьківської початкової школи в 1927 році, що директором школи в той час був Колодонос Семен Андрійович, а з учителів згадує Федора Аріфлейовича та Анастасію Андріївну. Євгенія Микитівна розповідає, що тоді вже закривали церкви і Закон Божий у школі вона не вивчала. Згадує, що найбільшим святом у нашій школі тоді були Шевченківські дні. Пам'ятає Євгенія Микитівна хати, у яких вечорами збиралася молодь і вчилася там грамоти. Отже, можна зробити висновок, що були організовані лікнепи, які сприяли розвитку й поширенню освіти.
У 1937 році на базі початкової школи було відкрито семирічну школу. У цій школі навчалося більше 300 дітей. На жаль, війна перервала навчально-виховний процес. У роки окупації школа не працювала. Після війни, 5 квітня 1944 року, у школі відновився навчально-виховний процес. Бажаючих навчатись, незважаючи на труднощі, було багато. У одному класі вони не поміщались, тому їх було поділено на два класи: «А» і «Б». У цих класах навчались діти з різницею у віці 3-4 роки. Діти хліборобів не мали в чому ходити в школу. Шкільну бібліотеку було знищено нацистами. Не вистачало устаткування, підручників, зошитів зовсім не було. Приміщення семирічної школи вимагало негайного ремонту. Семирічна школа проіснувала в Зеленькові до 1959 року. Незважаючи на труднощі, семирічна школа Зеленькова зробила помітний внесок у розвиток освіти в селі і навіть більше, бо саме у ній розпочинав навчання Балаєв Анатолій Джалілович — знавець біології, професор Київського Національного аграрного університету, автор багатьох наукових праць у галузі біології. Випускником школи цього періоду був Сатановський Петро Тихонович (1943—2006), який все своє життя присвятив ратній праці та охороні правопорядку в Україні. Учасник бойових дій. В мирний час він отримав медаль «За Відвагу». Відслуживши 31 рік, у чині полковника, він повернувся на Бáтьківщину де був обраний Головою села, а згодом керівником агрофірми «Зеленьків».
З 1959—1960 навчального року Зеленьківська школа стала називатись восьмирічною. Тут навчалися брати Рейнюки (Олег Леонідович та Володимир Леонідович), які досягли значних успіхів у військовій медицині, а також Войченко Петро Якович, який став військовим (всі служать в Росії). У 1967 році в селі було збудовано нову школу на 300 місць. Спорудження світлої, просторої, величної школи та введення її в дію (7 листопада 1967 року) було важливим кроком у зміцненні та вдосконаленні освіти на селі. У 1981 році було проведено капітальний ремонт школи: заасфальтовано подвір'я, доріжки, насаджено хвойні дерева, придбано для навчальних кабінетів технічні засоби (телевізори, кодоскопи), закуплено нові меблі. Останній випуск учнів Зеленьківської восьмирічної школи відбувся в 1986 році.
У 1987 році завдяки зусиллям керівників села, школи, батьків, сільської громади школа реорганізована в середню школу. 1991 рік в нашій школі гостинно відкрив свої двері наш шкільний музей народознавства «Бабусина хатка». У 1993 році керівництво колгоспу «Росія» подарувало школі комп'ютери III покоління. У 2001 році керівники товариства «Зеленьків» подарували школі комп'ютери IV покоління. У 2002 році — комп'ютер V покоління. У 2002 році(в грудні місяці) було завершено будівництво шкільної газової котельні, яка почала працювати із січня 2003 року. 2004 рік оновлення комп'ютерного класу стало важливою подією не тільки в житті школи, а й села. 2006 рік — біля школи було викопано криницю.

## Сучасність
Повномасштабна війна допомогла Зеленківчанам згуртуватися ! На жаль, ця клята війна поклала свій тяжкий відбиток і на українських дітках.Тепер, крім навчання, вони ще стали й волонтерами. Не виключення й зеленьківські учні. Ярмарки, подарунки, збір коштів, все це школярі роблять із великим задоволенням, щиро,  від душі і передають на фронт. А двоє рідних братиків, учні місцевої школи, Назар і Захар Ткаченки із початку війни взялися плести нашим бійцям теплі шкарпетки. За весь період ці хлопчики передали на фронт більше 170 пар, вкладаючи туди ще й тепло своїх душ і сердець… 

## Відомі люди
В селі народились:
- генерал Олександр Загродський (* 10 квітня 1889 — † 4 серпня 1968, Нью-Йорк) — військовий діяч часів УНР, генерал-полковник Армії УНР,
- Загродський Андрій Олександрович (нар. 20 листопада (2 грудня) 1886, Зеленьків — 30 листопада 1948, Київ) — український філолог, кандидат педагогічних наук з 1946 року.
- генерал Сергій Єфремов (*20 серпня 1893 —†18 грудня 1966) — головнокомандувач національної оборони Карпатської України.
- Васильченко Ілля Сергійович — Голоаа колгоспну